# La granja Abbey
La granja Abbey (anglès: The Adventure of the Abbey Grange), un dels 56 contes de Sherlock Holmes escrits per Sir Arthur Conan Doyle, és un dels 13 contes del cicle recollits com El retorn de Sherlock Holmes (1905). Es va publicar per primera vegada a The Strand Magazine al Regne Unit el setembre de 1904, i també es va publicar a Collier's als Estats Units el 31 de desembre de 1904.

## Trama
Sherlock Holmes desperta el Dr. Watson d'hora un matí d'hivern per anar a l'escena d'un assassinat a l'Abbey Grange prop de Chislehurst, Kent. Sir Eustace Brackenstall ha estat assassinat, segons sembla, per lladres. L'inspector Stanley Hopkins creu que va ser la infame banda de Randall qui ha comès diversos altres robatoris al barri.
A Abbey Grange, Lady Brackenstall li diu a Holmes que el seu matrimoni no va ser feliç; Sir Eustace era un borratxo violent i abusiu. Després explica que cap a les 11, al menjador, es va trobar amb un home gran que entrava per la finestra francesa, seguit de dos homes més joves. L'home gran la va colpejar a la cara i la va fer fora. Quan va arribar, va ser amordassada i lligada a una cadira de roure amb la corda de campana, que havien fet caure. Sir Eustace va entrar a l'habitació i es va precipitar contra els intrusos, un dels quals el va colpejar i el va matar amb un atiador de la xemeneia. Lady Brackenstall es va tornar a desmaiar durant un o dos minuts. Va veure els intrusos bevent vi d'una ampolla presa de l'aparador. Després van marxar, agafant un plat de plata.
El cadàver de Sir Eustace encara es troba a l'escena de l'assassinat. Hopkins li diu a Holmes algunes coses desagradables sobre Sir Eustace: que va abocar petroli al gos de la seva dona i el va incendiar, i una vegada va llançar una garrafa a la seva criada Theresa. Theresa corrobora el relat de Lady Brackenstall sobre Sir Eustace com un alcohòlic abusiu.

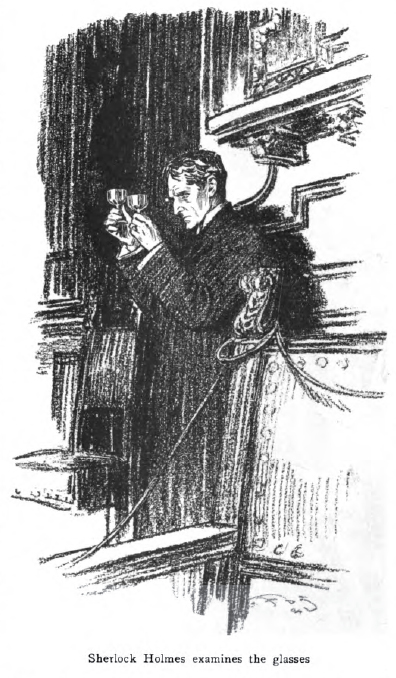
1904 Il·lustració de Frederic Dorr Steele a Collier's

Examinant la corda, Holmes observa que si s'estirava amb prou força com per fer-la caure, la campana hauria sonat a la cuina i pregunta per què ningú la va sentir. Hopkins respon que era tard, i la cuina és a la part posterior de la casa, on cap dels criats hauria sentit. Això fa pensar que els lladres ho devien saber, cosa que indica un vincle entre ells i un dels criats. Curiosament, els lladres només van robar uns quants articles de plata del menjador. L'ampolla de vi i els gots mig buits interessen a Holmes: el suro s'havia dibuixat amb el llevataps d'un "ganivet de butxaca múltiple", no el llevataps llarg del calaix, i un dels gots té excrements d'abella, però els altres no en tenen cap.
Enfadat per ser cridat per investigar un cas que aparentment té una solució ja feta, Holmes decideix agafar el tren de tornada a Londres. No obstant això, després d'haver reflexionat sobre les coses durant el viatge, Holmes pensa que la història de Lady Brackenstall té massa forats i que probablement ella i Theresa han mentit deliberadament, posant en escena una escena de crim falsa. En tornar a l'Abbey Grange, Holmes, després d'examinar de nou la suposada escena del crim, arriba a aquesta conclusió: l'assassí va tallar la corda de campana amb un ganivet i va esquinçar el cap solt per fer-lo semblar trencat. Holmes s'enfronta a Lady Brackenstall i Theresa, dient-los que sap que estan mentint i demanant la veritat, però mantenen la seva història. A la sortida, Holmes nota un forat al gel de l'estany i escriu una nota per a Hopkins.
Holmes busca l'assassí: gairebé amb seguretat un mariner (indicat pels nusos i el físic actiu) que abans havia conegut Lady Brackenstall, i a qui ella i Theresa protegirien. Lady Brackenstall va viatjar amb el transatlàntic Rock of Gibraltar de la línia Adelaide-Southampton, que ara es troba a mig camí cap a Austràlia. No obstant això, el primer oficial del vaixell, Jack Crocker, que ha estat ascendit a capità, ha quedat a Anglaterra i en dos dies prendrà el comandament del nou vaixell de la companyia, el Bass Rock. Holmes agafa un cotxe fins a Scotland Yard però no hi entra. Li diu a Watson que es resisteix a nomenar el criminal a la policia fins que en sàpiga més.
Aquella nit, Hopkins va al 221B Baker Street, amb dues notícies:
- Tal com es suggereix a la nota de Holmes, la plata robada es va trobar al fons de l'estany. Holmes suggereix que el robatori va ser una cega, una pista falsa deliberada. Tanmateix, Hopkins racionalitza que l'estany va ser escollit com a amagatall temporal.
- La banda Randall va ser arrestada a Nova York aquell matí, de manera que no podrien haver comès un assassinat a Kent la nit anterior.

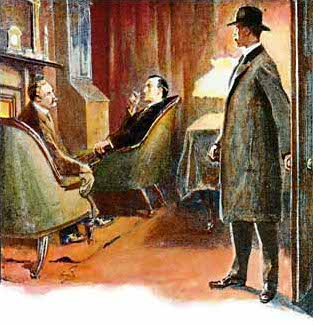
(e. a d.) Watson, Holmes i el capità Crocker, il·lustració de 1904 de Sidney Paget

Més tard aquella nit, el capità Crocker arriba a Baker Street, convocat per un telegrama d'Holmes. Holmes demana un relat complet del que va passar a l'Abbey Grange, advertint a Crocker que Holmes convocarà la policia si menteix o amaga alguna cosa.
Crocker va conèixer una dona anomenada Mary (Lady Brackenstall) en el viatge des d'Austràlia. Ell es va enamorar d'ella, però ella no d'ell. Aleshores es va trobar amb Theresa, que li va explicar el comportament abusiu de Sir Eustace. Es va reunir d'amagat amb Maria a casa; l'última vegada la nit anterior. Estaven al menjador quan Sir Eustace va irrompre, va insultar Mary i la va colpejar amb un garrot. Després va atacar a Crocker, que el va matar amb l'atiador en defensa pròpia. Crocker afegeix que no es penedeix de res. Per evitar l'escàndol que podria produir-se, Crocker i Theresa van inventar la història de portada dels lladres atrapats en l'acte. Va tallar la corda exactament com Holmes va deduir; va obrir l'ampolla de vi amb el llevataps del seu ganivet de butxaca; va agafar un plat de plata i el va deixar caure a l'estany.
Holmes li diu a Crocker que la policia encara no sap la veritat i que esperarà 24 hores abans de revelar-la, permetent que Crocker escapi. Crocker rebutja indignat l'oferta, insistint que només acceptarà qualsevol versió del cas que deixi a Mary fora. Però Holmes només estava provant Crocker i està impressionat per la seva lleialtat a Mary. Ha donat a Hopkins "una pista excel·lent" i no creu que hagi de fer més. Ell designa a Watson com a "jurat" i li demana que "dingui un veredicte". Watson declara Crocker "no culpable". Holmes li diu a Crocker que es mantindrà en silenci tret que algú més sigui acusat, i que pot tornar amb Mary d'aquí a un any.

## Historial de publicacions
"The Adventure of the Abbey Grange" es va publicar al Regne Unit a The Strand Magazine el setembre de 1904, i als Estats Units a Collier's el 31 de desembre de 1904. La història va ser publicada amb vuit il·lustracions de Sidney Paget a The Strand, i amb sis il·lustracions de Frederic Dorr Steele a Collier's. Va ser inclòs a la col·lecció de contes El retorn de Sherlock Holmes, que es va publicar als Estats Units el febrer de 1905 i al Regne Unit el març de 1905.

## Adaptacions

### Cinema i televisió
La història va ser adaptada com un curtmetratge mut titulat The Abbey Grange (1922) a la sèrie de pel·lícules Stoll protagonitzada per Eille Norwood com Sherlock Holmes.
La història va ser adaptada per a la sèrie de la BBC de 1965 amb Douglas Wilmer. Només existeix el segon dels dos rodets del teleenregistrament de 16 mm de l'episodi.
"The Abbey Grange" és un episodi de 1986 de la sèrie de televisió de Granada amb Jeremy Brett com Holmes.

### Ràdio
Una adaptació radiofònica es va emetre com a episodi de la sèrie de ràdio nord-americana The Adventures of Sherlock Holmes. L'episodi va ser adaptat per Edith Meiser i es va emetre el 15 de juny de 1931, amb Richard Gordon com Sherlock Holmes i Leigh Lovell com el Dr. Watson.
Meiser també va adaptar la història com a episodi de la sèrie de ràdio nord-americana The New Adventures of Sherlock Holmes, amb Basil Rathbone com a Holmes i Nigel Bruce com a Watson, que es va emetre el 5 de febrer de 1940.
Michael Hardwick va adaptar la història per al BBC Light Program, com a part de la sèrie de ràdio 1952–1969 protagonitzada per Carleton Hobbs com Holmes i Norman Shelley com Watson. L'adaptació es va emetre el 1962.
Una adaptació de la història es va emetre a la ràdio de la BBC el 1978, protagonitzada per Barry Foster com Holmes i David Buck com Watson. Va ser adaptat per Michael Bakewell.
"The Abbey Grange" va ser dramatitzada per a la BBC Radio 4 l'any 1993 per Robert Forrest com a part de la sèrie de ràdio 1989–1998 protagonitzada per Clive Merrison com Holmes i Michael Williams com Watson. Va comptar amb Penny Downie com Lady Brackenstall.
La història va ser adaptada com a episodi del 2014 de The Classic Adventures of Sherlock Holmes, una sèrie del programa de ràdio nord-americà Imagination Theatre, protagonitzada per John Patrick Lowrie com Holmes i Lawrence Albert com Watson.

### Altres mitjans
El 2014, Frogwares va llançar un videojoc titulat Sherlock Holmes: Crimes & Punishments, el quart cas del qual, "The Abbey Grange Affair", adapta els elements d'aquesta història.